# Elamine Erbate
Elamine Erbate (Fnidq, 1º luglio 1981) è un ex calciatore marocchino, di ruolo difensore.

## Carriera

### Nazionale
Nel 2004 ha partecipato, insieme alla selezione marocchina, ai Giochi della XXVIII Olimpiade ad Atene.
Nel 2006 e nel 2008 ha fatto parte della selezione marocchina che ha partecipato alla Coppa delle nazioni africane 2006 e alla Coppa delle nazioni africane 2008.

## Palmarès

### Club

#### Competizioni nazionali
- Campionato marocchino: 6

Raja Casablanca: 1998, 1999, 2000, 2004, 2011, 2013
- Coppa d'Egitto: 1

Al-Ahly: 2000-2001
- Coppa del Marocco: 3

Raja Casablanca: 2002, 2005, 2012

#### Competizione internazionali
- Coppa dei Campioni afro-asiatica: 1

Raja Casablanca: 1998
- CAF Champions League: 2

Raja Casablanca: 1999
Al-Ahly: 2001
- Supercoppa CAF: 1

Raja Casablanca: 1999
- Coppa CAF: 1

Raja Casablanca: 2003

### Individuale
- Miglior straniero nel Campionato qatariota: 1

2006-2007